# Černice (Plzeň)
Černice je část statutárního města Plzeň, nachází se na jihovýchodě města v městském obvodu Plzeň 2-Slovany a zčásti vytváří i samostatný obvod Plzeň 8-Černice. V roce 2009 zde bylo evidováno 1 378 adres. V roce 2001 zde trvale žilo celkem 2 564 obyvatel.
Černice jsou také katastrálním územím o výměře 5 km². Černice jako část města se navíc nachází na částech katastrálních území Hradiště u Plzně a Bručná.
Část zástavby Černic s cennými příklady lidové architektury je od roku 1995 chráněna jako vesnická památková rezervace.

## Historie
Původně samostatná ves je starší než město Plzeň, prvně písemně je doložena až roku 1402. Od založení Nové Plzně byla součástí jejího panství. Patřila mezi tzv. šosovní vesnice, které se řídily městským právem a správou. V roce 1418 to byla největší plzeňská ves s 27 hospodáři. V roce 1496 byl založen rybník, druhý největší na plzeňském panství, zrušen roku 1836.

## Památky
- Lidové klasicistní stavby, od roku 1995 památková rezervace lidové architektury.
- Barokní boží muka z roku 1742.